# Arisha, der Bär und der steinerne Ring
Arisha, der Bär und der steinerne Ring ist ein Kurzfilm von Wim Wenders aus dem Jahre 1992.

## Handlung
Ein als Berliner Bär verkleideter Darsteller verlässt Berlin und begibt sich mit Anna und ihrer Tochter Arina auf die Reise zur Ostsee. Ihnen schließt sich ein Weihnachtsmann und eine vietnamesische Familie an. Der Film endet auf Rügen, wo sie gemeinsam einen steinernen Ring suchen.

## Trivia
Der Film ist ursprünglich eine Auftragsarbeit für ein japanisches Automuseum. Eine Besonderheit war, dass der Film zusammen mit sechs Gerüchen präsentiert wurde.